# La tabla
La tabla es una novela del escritor Armando de Armas escrita en 1990. La novela nunca pudo ser publicada en Cuba y formó parte de la literatura contestataria dentro de la isla, fue sacada clandestinamente del país por el autor, en 1994 y, 18 años después, vino a publicarse en el 2008 por la Editorial Hispano Cubana en Madrid, España.

## Reseña
Durante la trama DE 1995, el autor, haciendo uso de un ritmo trepidante, va de la mano de su protagonista Amadís en un recorrido crítico por la historia y la infrahistoria de la revolución cubana y de la isla. Una suerte de obra coral donde Amadís asume las voces y los pensamientos de todos esos que al margen de lo establecido hacen su vida en torno a él y que él llega a conocer tanto como a sí mismo, prescindiendo del punto y aparte y del punto y seguido para, mediante la coma y el punto y coma, dar la sensación del maremágnum de la conciencia individual diluyéndose en la conciencia colectiva.